# Allee

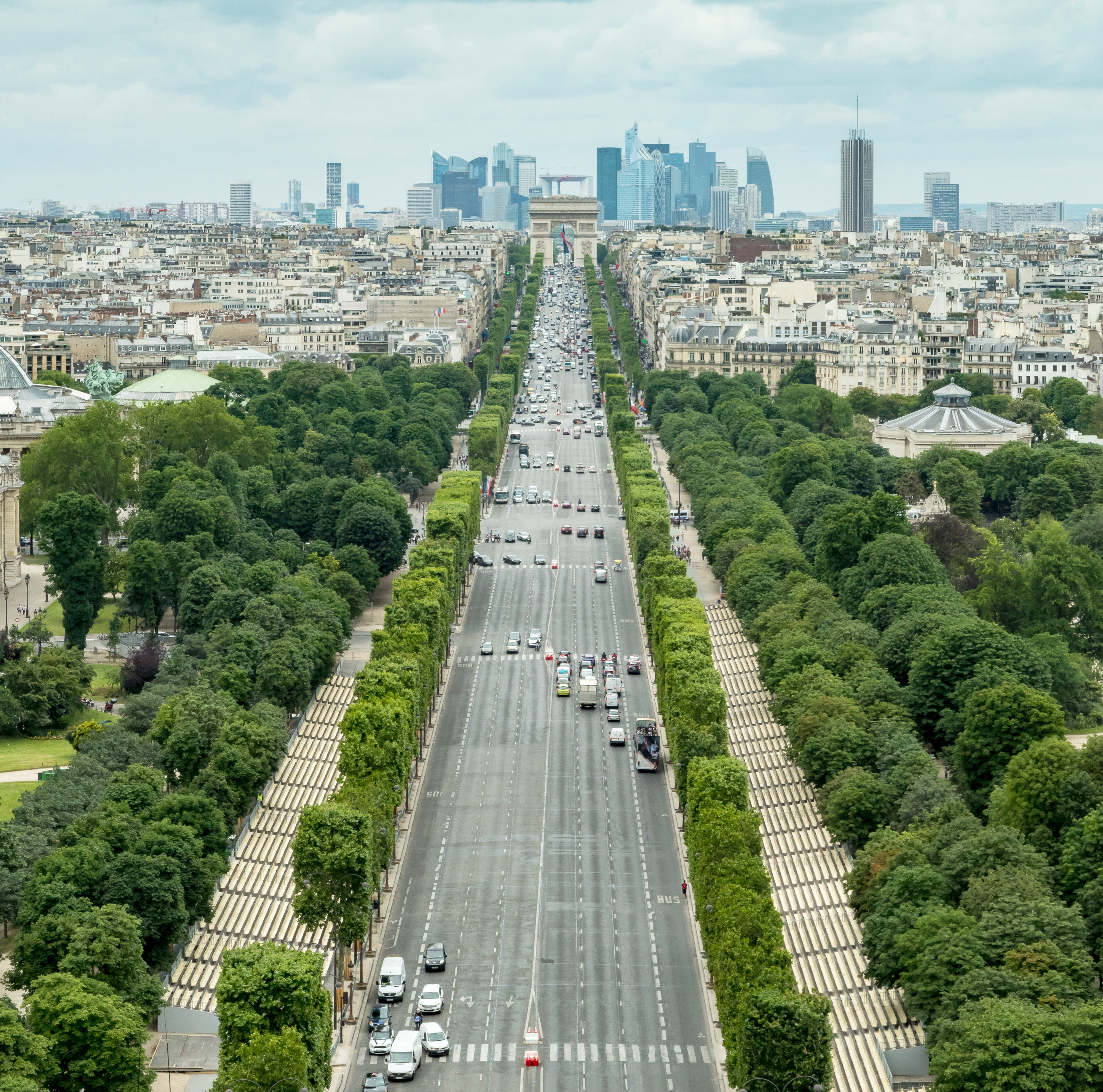
Avenue des Champs Élysées in Paris

Alleen sind Straßen oder Wege, die beidseitig von gleichförmig verlaufenden Baumreihen begrenzt oder in der Mitte durch eine Baumreihe getrennt werden. Die Bäume beiderseits des Weges werden planmäßig in gleichen Abständen und im gleichen Alter mit etwa der gleichen Pflanzqualität gepflanzt. Meist werden Bäume einer Baumart verwendet. Im engeren und ursprünglichen Sinn ist die Allee eine baumbestandene, in die Landschaft hinaus verlängerte architektonische Gartenwegachse einer herrschaftlichen Schlossanlage. Unter einer Halballee versteht man eine Sonderform der Allee, bei der nur auf einer Seite der Straße oder des Weges eine Baumreihe steht.

## Geschichte

### Wortherkunft
Das Wort Allee stammt aus dem Französischen und wurde während des Dreißigjährigen Krieges in Deutschland eingebürgert. Als „allée“ (von französisch aller = gehen) wurde ursprünglich ein (schattiger) Gehweg in einem architektonischen Garten bezeichnet. Erst die Ausdehnung der großen aristokratischen Schlossgärten in die Landschaft hinaus und der Anlage von Landschaftsgärten durch axiale baumbestandene Wege führte zur heutigen Bedeutung des Wortes Allee.
In manchen deutschsprachigen Straßennamen taucht der Wortbestandteil Allee zuweilen ohne Bezug auf einen etwaigen Baumbestand auf. In der englischen Sprache kann die avenue nicht immer mit dem deutschen Begriff einer Allee gleichgesetzt werden. Die französische Bezeichnung allée und die englische alley werden heutzutage als Baumallee in einem Wald oder Stadtpark verstanden. Ursprünglich diente die allée als Gang oder Zwischengang zwischen Häuserblocks (vgl. „Rademachergang“ in Hamburg, „Mårten Trotzigs Gränd“ in Stockholm, „Moss Side Alley“ in Manchester). Avenue entstammt der französischen Sprache und bedeutet im eigentlichen Sinne eine breit befahrbare Zugangsstraße (von lateinisch advenire = ‚herankommen‘, vgl. befestigte Dammstraße im Deutschen), damals als Ankunftsstraße zu einem Stadttor (vgl. „Lübeckertordamm“ in Hamburg, „Avenue de la Porte de Montreuil“ in Paris). Durch den Wegfall der Stadtbefestigungen im 16. Jahrhundert wurde die „französische“ Avenue in das Stadtinnere verlängert und zu einer Hauptstraße erklärt. Diese wurde entweder als Radialstraße zu einem Kreisel oder als Querstraße zu einem Boulevard verbunden und erhielt die Merkmale einer Baumallee. Diese neue Art der durchdringenden Straßenanlage, die das ferne Provinzland mit dem Hauptstadtinneren direkt verbindet (vgl. Nationalstraßen in Frankreich), verbreitete sich in ganz Europa. In Deutschland ist Hamburg eine der wenigen Städte, bei der eine große Vielfalt und Verbreitung von Straßentypenbezeichnungen bis in die heutige moderne Zeit erhalten und nicht umbenannt worden sind.

### Antike bis Barock
Alleen wurden im 15. und 16. Jahrhundert vermehrt zur Gestaltung von Freiräumen und zur Betonung von flächengliedernden Wegachsen verwendet. Zwar gab es vor der Zeit der Renaissance bereits verschiedene (oft wenig regelmäßig) bepflanzte, baumbestandene Straßenränder vor allem im ländlichen Raum, es stand hier jedoch nicht die Architektur, sondern der Nutzen der Bäume im Vordergrund. In den alten Hochkulturen der ägyptischen Reiche, der römischen und der griechischen Antike sind Alleen als Gestaltungselement vereinzelt eingesetzt worden, spielten aber eine untergeordnete Rolle.
Im Barock – zur Zeit des französischen Absolutismus – war der Höhepunkt des Einsatzes und der Verwendung von Alleen. Der berühmte Gartenarchitekt André Le Nôtre nutzte dieses Gestaltungselement bei der Anlage der Gärten von Versailles und Vaux-le-Vicomte. Die streng geometrisch angelegten Baumreihen entlang der Wegachsen dienten dazu, die perspektivische und tatsächliche Beherrschung des Raumes zu unterstützen.

### Alleen als Gestaltungselement der Stadtplanung
Ab dem 17. Jahrhundert wurden Alleen bereits im Städtebau verwendet. Ende des 18. Jahrhunderts wurden Alleen auch bei der Anlage von ingenieurtechnisch trassierten Chausseen eingesetzt. Im 19. Jahrhundert wurden in den wachsenden Städten Alleen zur Begrenzung von innerstädtischen Grünanlagen, in Wallanlagen, auf Promenaden und Plätzen, in den Volksparks eingesetzt. Alleen wurden zudem als Verbindungsachsen zwischen der historischen Altstadt und den neu entstehenden Vorstädten angelegt. Ästhetische Aspekte der Stadtgestaltung spielten bei der Planung ebenfalls eine Rolle.

## Typen

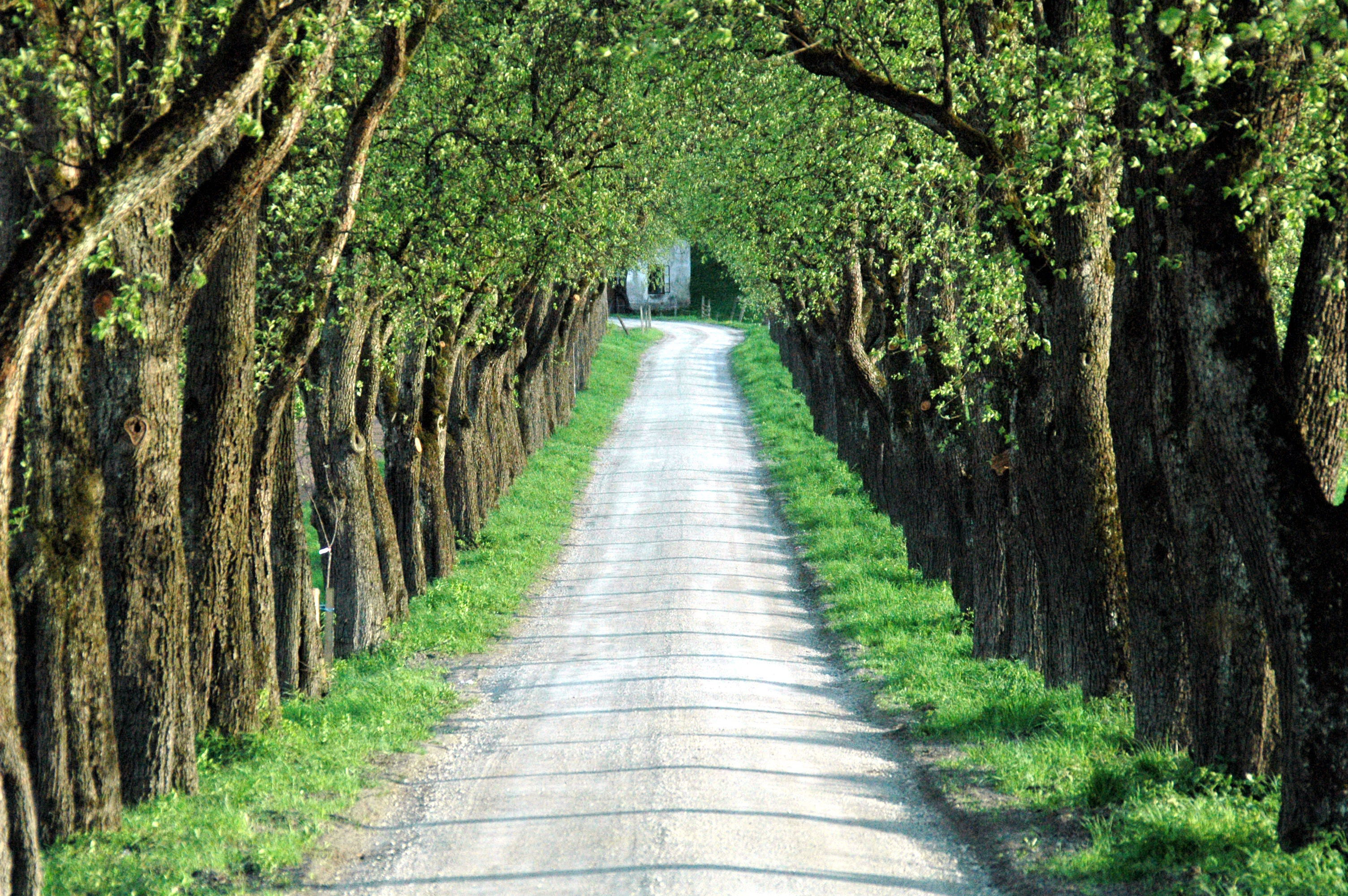
Obstbaumallee aus Birnbäumen entlang eines Feldweges bei Burg Hochosterwitz in Kärnten

Nach dem Ursprung ihrer Entstehung und ihrer Nutzungsgeschichte können vier verschiedene Typen der Alleen unterschieden werden:
1. Alleen zur bäuerlichen Versorgung (z. B. Obstversorgung, Brennholzproduktion, Bienenweide),
2. Alleen zur Anzucht von Seidenraupen (z. B. Maulbeerbaumalleen),
3. Alleen als gartenarchitektonische Gestaltelemente in Gärten und Parkanlagen, herrschaftlichen Grundbesitzungen (Garten, Zufahrt), zur Stadtgliederung (z. B. Verkehrsweg und Flaniermeile) und
4. Alleen als Markierung und zur Sicherung von Dämmen.

## Funktionen
Alleen bieten viele Vorzüge. So schützen sie vor Sonne oder Wind, und damit auch vor dem Humusabtrag in der Landwirtschaft. Sie verbessern bei Nebel und Dämmerung die Orientierung und erleichtern das Schätzen von Entfernungen. Das Wurzelwerk der Alleebäume festigt die Fahrbahnen und schützt die Wege vor Erosion und Verschlammung. Im Winter ist an den Alleebäumen der Straßenverlauf zu erkennen, die Bäume schützen vor Verwehungen. Wurzeln und Baumkronen reinigen zudem das Grundwasser, filtern vor allem Feinstaub und andere Schadstoffe aus der Luft. Der dichte Baumbestand in Alleen ist letztlich ein natürlicher Schallschutz.
Oft entstehen in Alleen zusätzliche Biotope, die wiederum die Biodiversität erhöhen und in denen außerdem landwirtschaftliche Schädlinge vor allem durch baumbewohnende, insektenfressende Vögel – manchmal aber auch durch Greifvögel – auf natürliche Weise bekämpft werden.
Die Bäume an Alleen dienen mitunter als Nutzholz und tragen häufig essbare Früchte, aus denen sich auch Most keltern lässt, Lindenblüten, Eicheln oder belaubte Zweige sind Futter für die Tiere der Umgebung. In Württemberg wurden vom Landesherrn Alleen mit Obstbäumen in den Dörfern angelegt.
Jedoch können sich in Alleenstraßen auch Nachteile ergeben. Bei Sturm- oder Schneebruch besteht Gefahr durch herabfallende Äste oder umstürzende Bäume. Das Risiko von Sachschäden, Verletzungen oder tödlichen Verkehrsunfällen ist erhöht. Wurzeln der umliegenden Bäume können zu einer unebenen Fahrbahn oder zu Kosten für ihre Entfernung führen. Durch die tagsüber häufig schnellen Wechsel zwischen grellem Sonnenlicht und Schatten in einer Allee wird die Sicht im Straßenverkehr hier oft behindert.
Laubfall kann durch erhöhten Verkehrsfluss, bei festgefahrenen Blättern auf dem Asphalt und vor allem bei plötzlich einsetzendem Regen zu einer extrem rutschigen Fahrbahn, ähnlich wie bei Schnee- oder Eisglätte, führen und birgt daher ein hohes Risiko im Straßenverkehr. Fallende Früchte, wie auch am Boden befindliche Früchte gefährden den Verkehr, wenn sie bei hoher Geschwindigkeit gegen die Windschutzscheibe prallen oder Zweiräder ins Rutschen bringen.
Napoleon Bonaparte ließ in großem Stil Alleen in ganz Europa anlegen – vornehmlich um für seine marschierenden Soldaten Sonnenschutz zu gewährleisten.

## Landschaftsbild

Pappelallee in Kaschmir (1864)

Alleen stellen wichtige Gliederungselemente in der Landschaft und markante Orte in Gärten, Parks und urbanen Räumen dar. Alleen bilden visuelle Leitbahnen und Orientierungslinien in der Landschaft und prägen das Landschaftsbild. Als Kulturlandschaftselement haben Alleen trennende und verbindende Wirkung. Sie trennen beispielsweise Ackerflure von Wiesenflächen oder Ober- von Unterhang sowie Luv von Lee. Alleen können Siedlungen, Landnutzungsarten und Landschaftsräume miteinander verbinden.

## Bestand
Alleen werden je nach Baumartenwahl in Obstbaumreihen oder -alleen und Laubbaumalleen (keine Obstgehölze) untergliedert.
Für die Mosterzeugung hatten Straßen und Wege begleitende Obstbäume eine große Bedeutung in Teilen Deutschlands. Tafelobstbäume spielten eine untergeordnete Rolle als Alleebaum. Die ältesten Obstalleebäume stellen Pflaume (Prunus domestica) und Vogel-Kirsche (Prunus avium) dar, die ab dem 15. Jahrhundert in Deutschland angepflanzt wurden. Später ergänzten Apfel- und Birnensorten die Obstbaumreihen.

### Baumarten

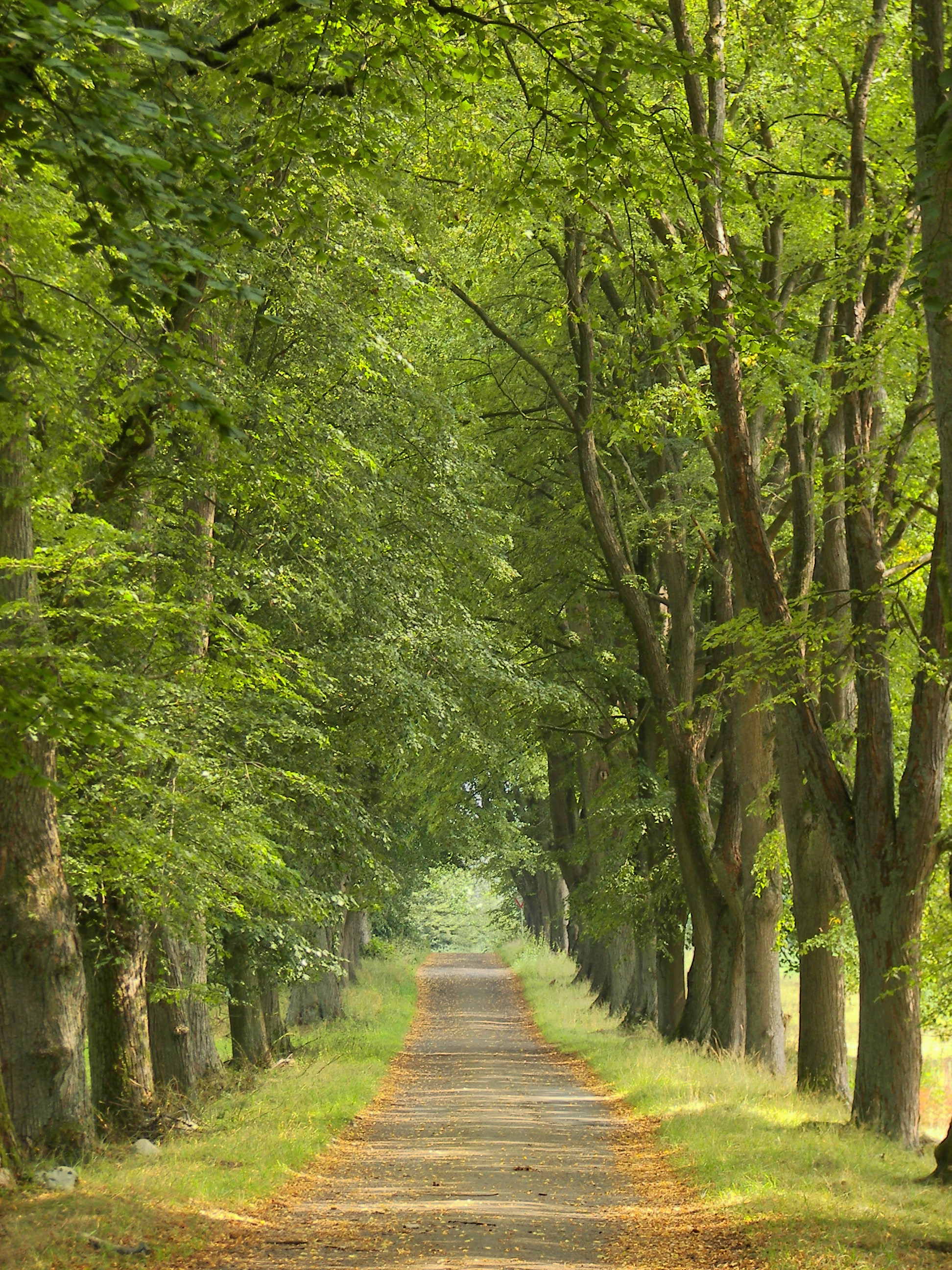
Lindenallee von Hof Möhr bei Schneverdingen

Typische Alleebäume von historischen Schlossalleen Mitteleuropas sind Linden, je nach Landschaft vorrangig Winterlinden (Tilia cordata) oder Sommerlinden (Tilia platyphyllos), und Rotbuchen (Fagus sylvatica), oft auch in deren Kulturform der Blutbuche. Die Linde gilt als beliebtester Alleebaum in Deutschland. So verwundert es nicht, dass Vertreter der Kirche und des Adels ihre Besitzungen im Zeitraum zwischen dem 17. und Mitte des 19. Jahrhunderts mit Lindenalleen bepflanzten. Heute weisen diese Lindenalleen ein stattliches Alter von 100 bis 300 Jahren und einem Stammumfang bis zu 4 Metern auf. Im ländlichen Raum Mitteleuropas wurden neben Mostobst-Alleen häufig Eichenalleen, hauptsächlich Stieleichen (Quercus robur), gepflanzt. Stieleichen-Alleen zählen zu den ältesten existenten Alleen in Deutschland. Stieleichenbäume können bis zu 1000 Jahren alt werden. Im innerstädtischen Raum sind Ahornblättrige Platane (Platanus × acerifolia), Gemeine Rosskastanie (Aesculus hippocastanum) und zunehmend die Fleischrote Rosskastanie (Aesculus × carnea) beliebt. Zum Ende des 16. Jahrhunderts wurde die Rosskastanie als Alleebaumart aus Kleinasien nach Europa eingeführt. Im osmanischen Reich dienten die Früchte als Futter für die Rösser des osmanischen Heeres. Die Kastanie gilt als die beliebteste Alleebaumart in Europa und zeitweise auch in Deutschland. Im Zeitraum zwischen dem 17. und 18. Jahrhundert wurde die Rosskastanie von vielen Adels- und Kirchenhäusern als Alleebaum verwendet. Schnellwüchsige Alleebäume sind Pappeln, vor allem Pyramidenpappeln (Populus nigra ‚Italica‘). Daneben sind auch Berg- und Spitzahorn (Acer pseudoplatanus und platanoides) nach Eichen- und Lindenalleen die drittwichtigsten Alleebaumarten in Deutschland.

### Verbreitungsschwerpunkte in Deutschland

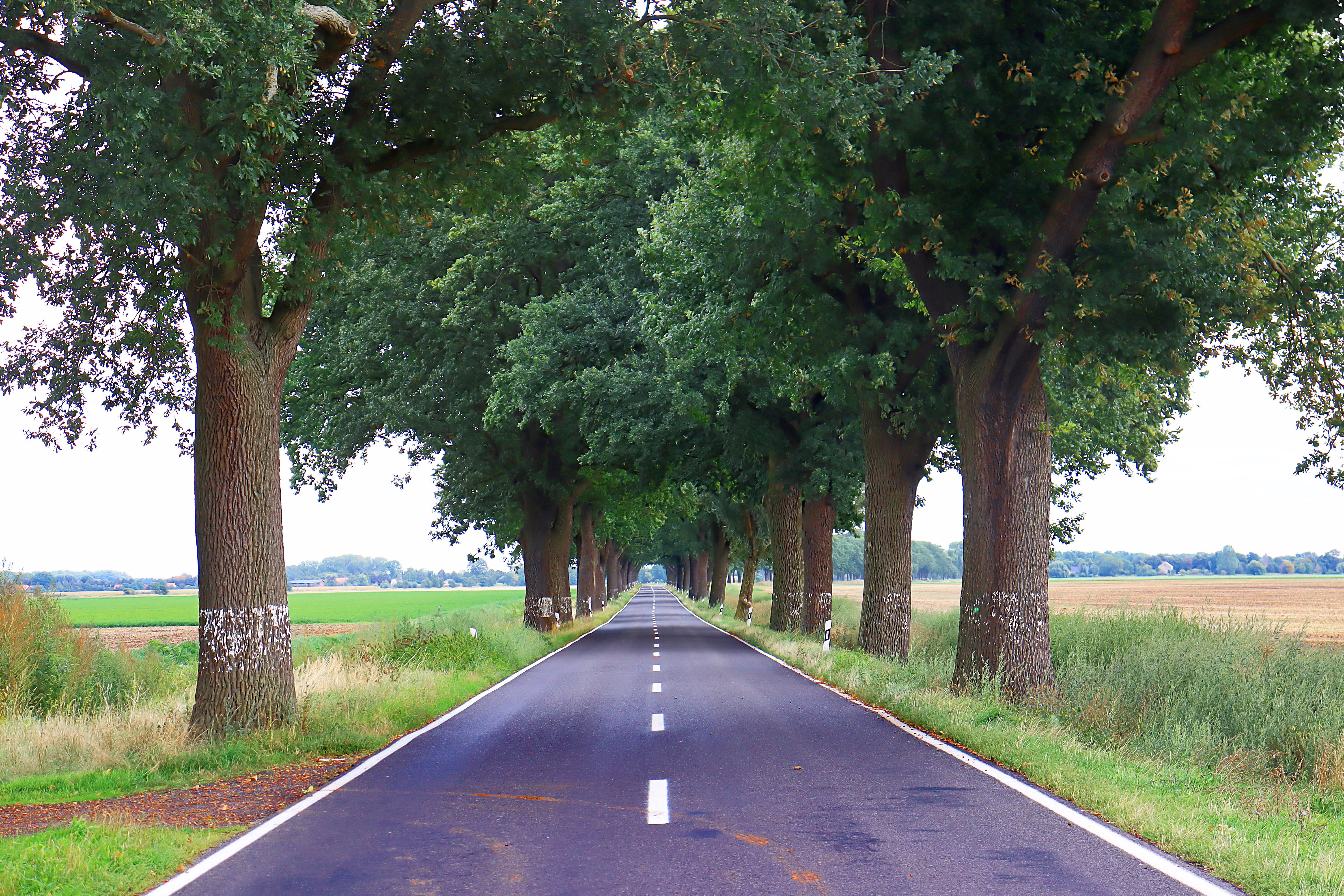
Eichenallee im Landkreis Märkisch-Oderland, Brandenburg

Deutschland weist einen Alleenbestand von ungefähr 23.000 Kilometern auf.
Brandenburg ist das alleenreichste Bundesland. Rund die Hälfte des deutschen Alleenbestandes befindet sich in Brandenburg. Das Landschaftsbild der großräumigen Brandenburger Wald- und Seengebiete wird durch Alleen geprägt. Die 8.600 Kilometer langen Bundes- und Landesstraßen sind außerorts über eine Strecke von 2.344 Kilometern mit Alleen bestanden.
Mecklenburg-Vorpommern gehört ebenso zu den alleenreichen Bundesländern, hier kommen circa 4.374 Kilometer Alleen und Baumreihen entlang von Straßen vor. Das nordöstliche Bundesland wird auch Land der Alleen genannt. Etwa 41 Prozent des mecklenburgisch-vorpommerschen Straßennetzes ist von Alleen oder mit einseitigen Baumreihen gesäumt. Artikel 12 Abs. 2 der Landesverfassung stellt die Alleen unter den Schutz des Landes, der Gemeinden und Kreise.
In Nordrhein-Westfalen sind Alleen gesetzlich geschützt. Es existiert ein Alleenkataster NRW, welches über den Bestand informiert.
Aktuell sind darin für NRW rund 6400 Alleen mit einer Gesamtlänge von etwa 3800 Kilometern dokumentiert (Stand 2021).
In Bayern sind Alleen mit knapp 1.150 Straßenkilometern verbreitet. Der Freistaat weist somit den viertgrößten Alleenbestand von Deutschland auf. Im Umfeld von größeren Städten und in Verbindung zu historischen Schloss- und Gartenanlagen kommen hier Alleen vor. Daneben sind Alleen an alten Chausseen und Obstbaumalleen an alten Feldwegen im ländlichen Raum zu beobachten.

### Berühmte Alleen
Deutschland
Deutsche Alleenstraße
Lichtentaler Allee in Baden-Baden
Unter den Linden in Berlin
Straße des 17. Juni in Berlin
Max-Brauer-Allee in Altona
Alleenring in Frankfurt am Main
Königsallee in Düsseldorf
Wilhelmshöher Allee in Kassel
Fürstenallee (Kreis Lippe)
Festonallee von Schloss Bothmer
Solitude-Allee vom Stuttgarter Schloss Solitude nach Ludwigsburg
Sonnenallee in Berlin
Schmidt-Rottluff-Allee in Sierksdorf
Ganghofer-Allee in Welden
Kirchenallee in Oberndorf
Leopoldstraße in München
Nördliche und Südliche Auffahrtsallee in München als Verbindung zum Schloss Nymphenburg
Österreich
Hellbrunner Allee in Salzburg, die wohl weltweit älteste erhaltene (als Landschaftsgarten geplante) Allee
Frankreich
Avenue des Champs Élysées in Paris

## Alleen als Gegenstand der Malerei
Die Entdeckung der Perspektive in der Malerei führte dazu, dass Alleen als Gestaltungsmittel verstärkt auch in der Gartenkunst eingesetzt wurden. Alleen sind aufgrund des interessanten Licht und Schattenspiels beliebte Motive in der Landschaftsmalerei. Das Genre des baumbestandenen Straßenrandes wurde von zahlreichen Künstlern aufgegriffen.
Der Impressionist Ernst Oppler bildete beispielsweise eine Strandpromenade bestehend aus Platanen ab.
Der bedeutende Vertreter des Wiener Jugendstiles, Gustav Klimt setzte sich mit dem Thema in dem Werk Allee vor Schloss Kammer auseinander.

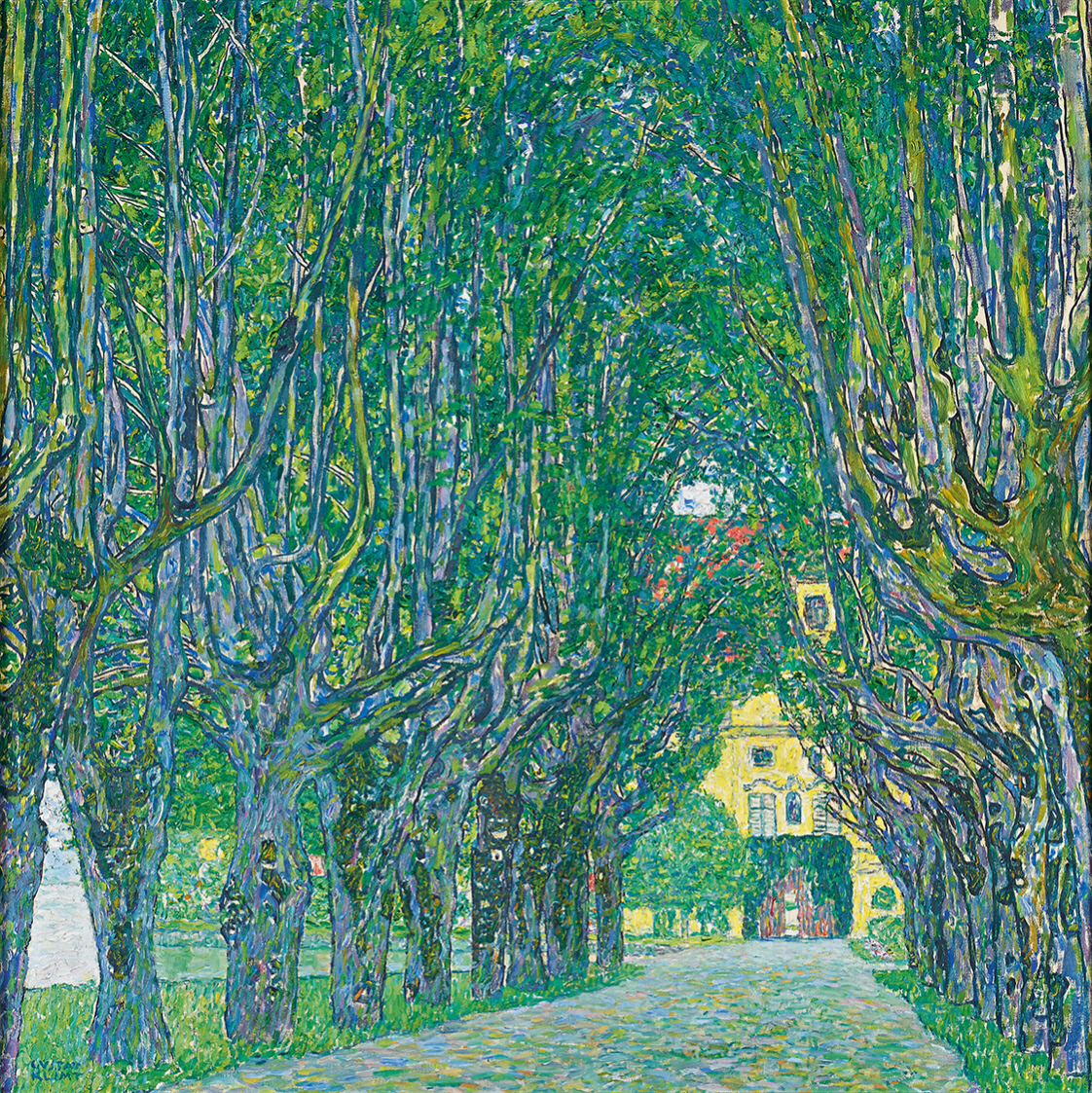
Gustav Klimt: Allee vor Schloss Kammer
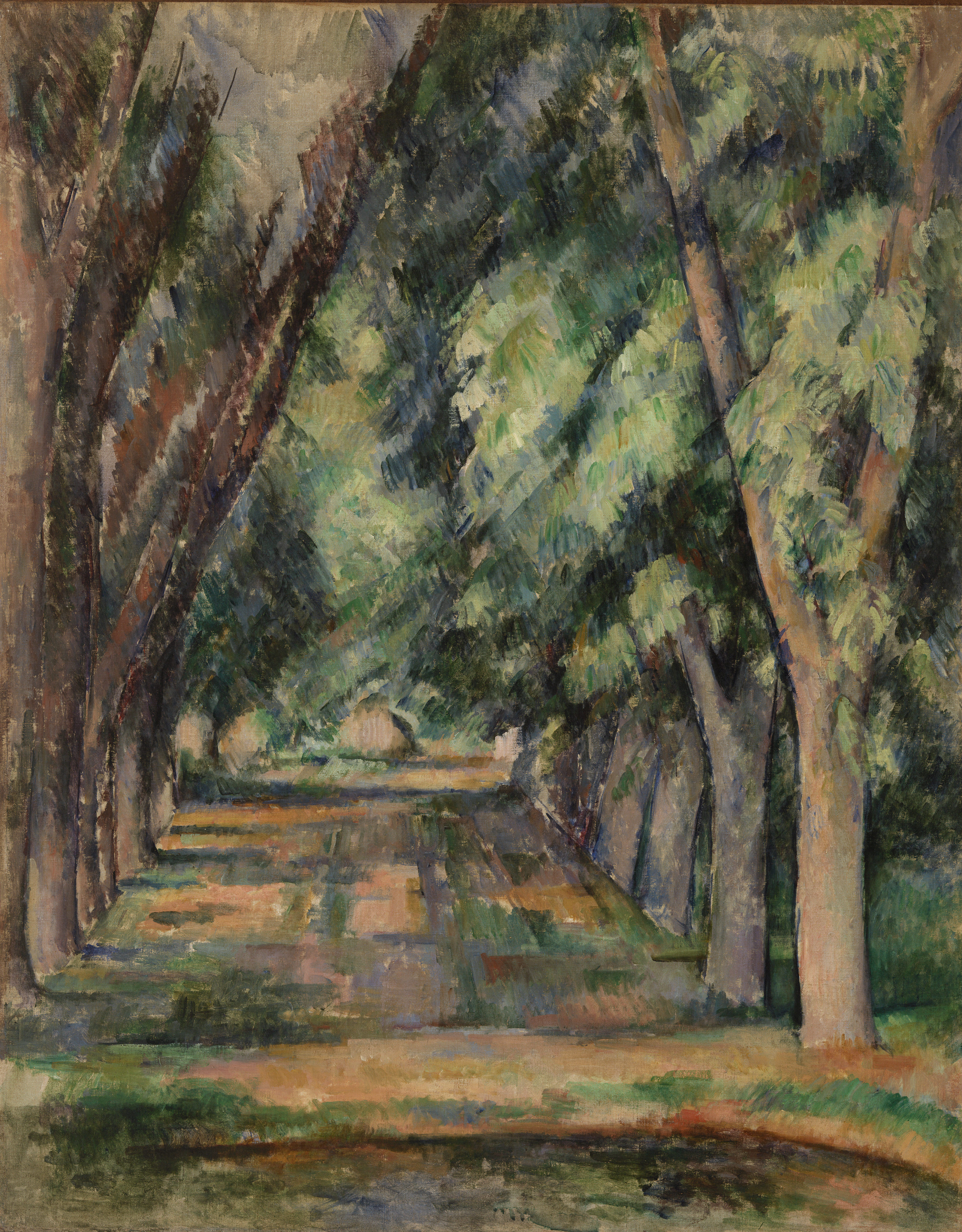
Paul Cézanne: L’Allée
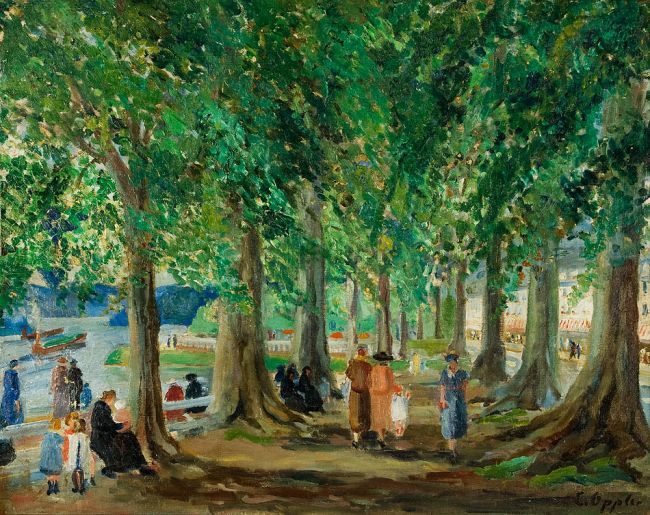
Ernst Oppler: Strandpromenade
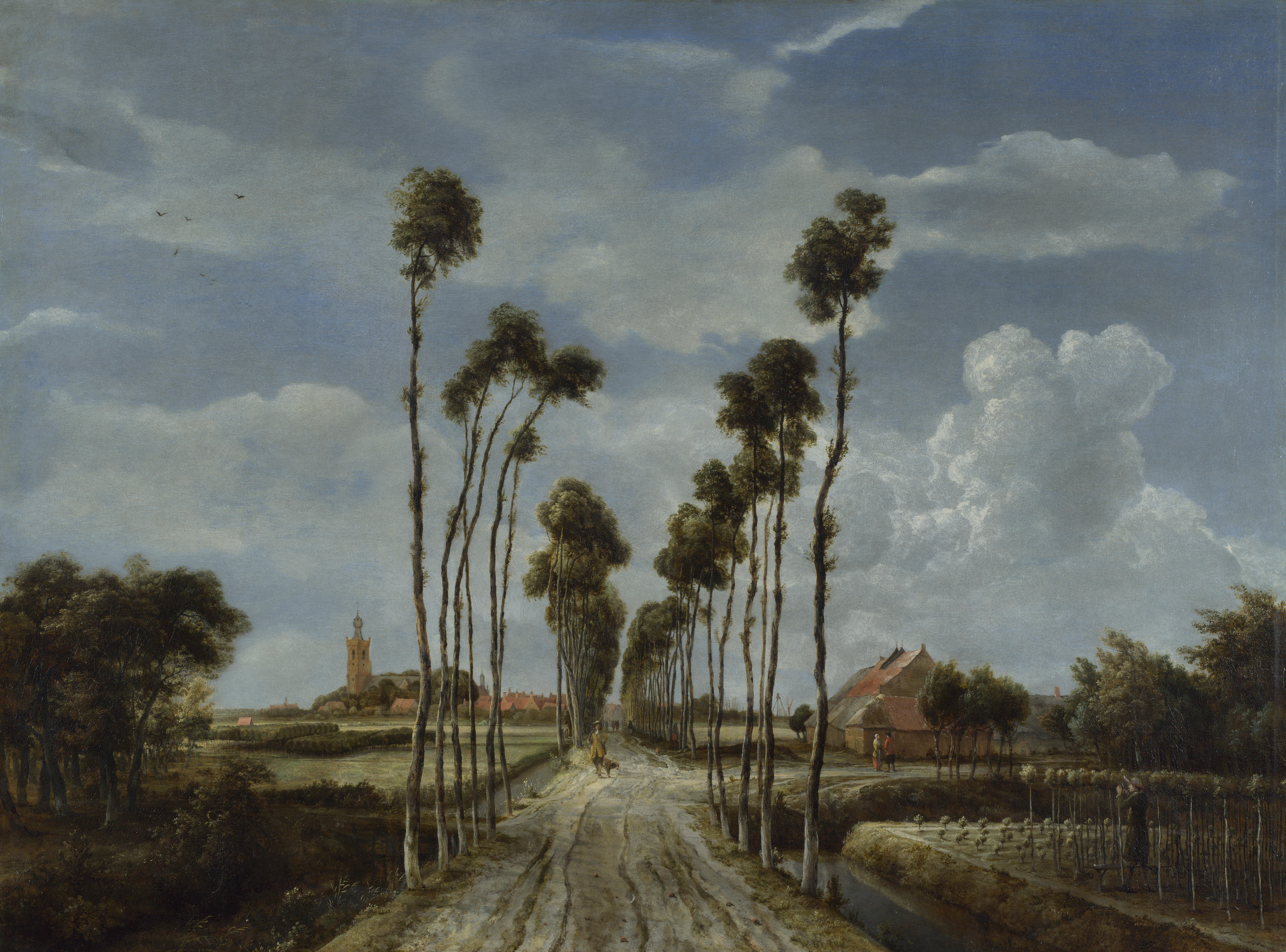
Meindert Hobbema: Die Allee von Midelharnis
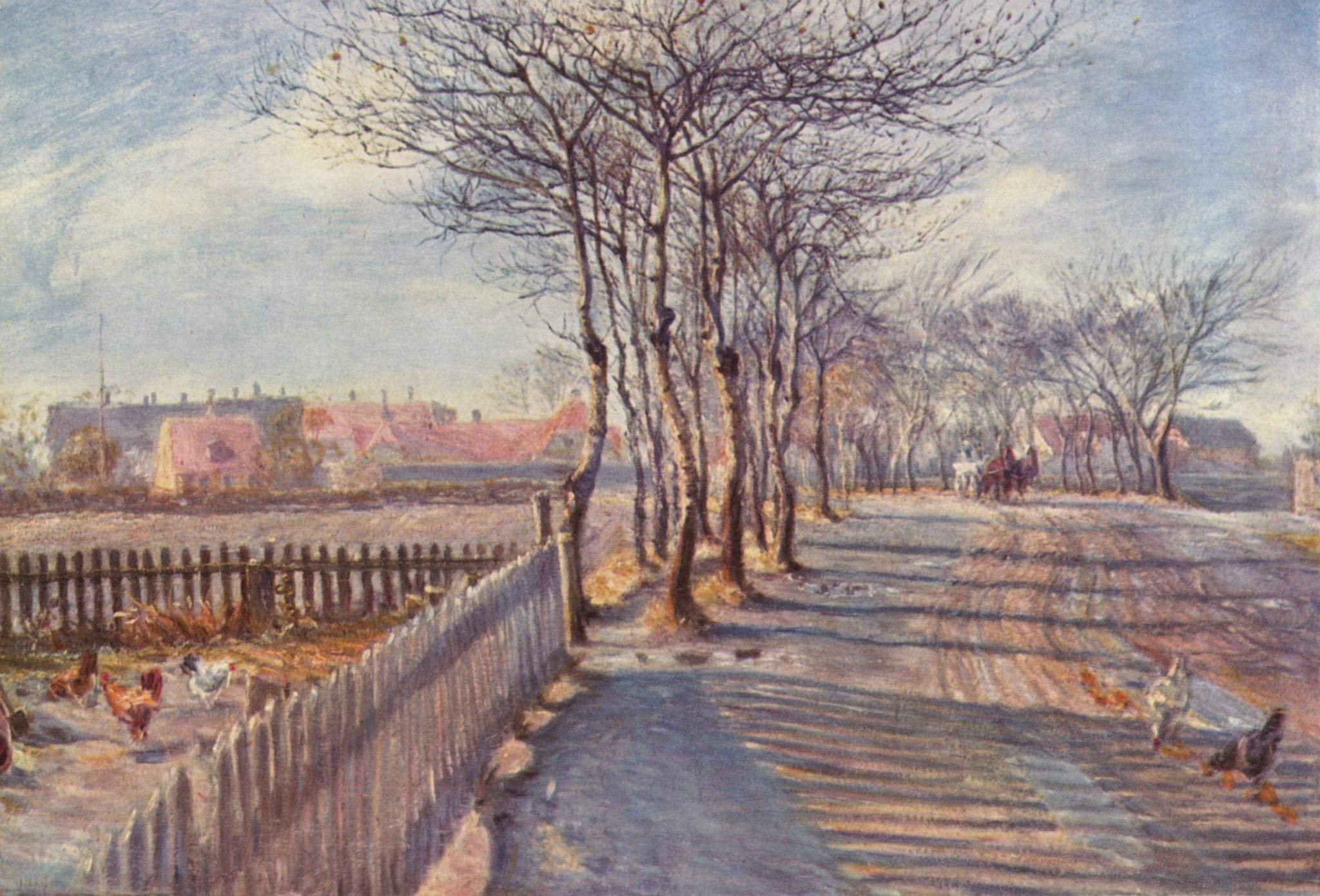
Theodor Philipsen: Allee bei Kastrup

## Gefährdung
Alleen sind ein wertvolles Kulturlandschaftselement, ein Zeugnis der Kulturgeschichte, und gleichsam prägen sie das Landschafts- und Ortsbild auf unverwechselbare Weise. Eine Vielzahl an Alleen wurde im Rahmen von Straßenbaumaßnahmen in den letzten Jahrzehnten gefällt. Der Alleenbestand ist zum Teil stark überaltert. Die aufgrund der Rechtsprechung notwendigen Verkehrssicherungsmaßnahmen, der Tausalzeinsatz sowie die Folgen des Klimawandels (Sommertrockenheit) schädigen die Vitalität der bestehenden Alleebäume. Die Neuanlage von Alleepflanzungen außerhalb geschlossener Ortschaften entlang von Landstraßen erfolgt nicht mehr regelmäßig. Aktuelle Richtlinien und Empfehlungen zum Schutz von Unfällen mit Aufprall auf Bäumen (ESAB) führen zu einer Erhöhung des seitlichen Abstandes der Baumpflanzungen zum Fahrbahnrand, mit der Folge, dass die Allee ihren spezifischen Charakter als Begleitelement zu Wegeverbindungen verliert oder auf die Pflanzung ganz verzichtet wird, da der entsprechende Raum nicht zur Verfügung steht.
In den 1960er Jahren führte der ADAC in den alten Bundesländern eine Kampagne gegen Alleen durch: Der Zusammenstoß eines Autos mit einem Alleebaum endete zu häufig tödlich für die Insassen; Menschenleben hätten Vorrang vor Ästhetik und Naturschutz. Auch in den neuen Bundesländern wurden vornehmlich in Sachsen an Fernverkehrsstraßen Alleebäume zugunsten der Sicherheit und des schneller und dichter werdenden Autoverkehrs geopfert. Brandenburg und Mecklenburg-Vorpommern konnten zum größten Teil ihre alten Baumbestände an den Straßen erhalten. Später haben sich die Maßstäbe gewandelt: Seit der Wiedervereinigung Deutschlands gehört auch der ADAC zu den Vereinigungen, die sich für den Erhalt der prächtigen alten Alleen in Ostdeutschland und die Verlängerung der Deutschen Alleenstraße einsetzen.
Seit dem Jahr 2008 ruft ein Bündnis aus dem Bund für Umwelt und Naturschutz Deutschland (BUND), der Alleenschutzgemeinschaft (ASG), der Schutzgemeinschaft Deutscher Wald (SDW) und der Arbeitsgemeinschaft Deutsche Alleenstraße am 20. Oktober den „Tag der Allee“ aus und kürt eine Allee des Jahres.
Nach Schätzungen gingen in Deutschland bisher etwa 50.000 Kilometer Alleen verloren. Aktuell läuft ein Projekt der Deutsche Bundesstiftung Umwelt um alle Alleen Deutschlands genau zu erfassen. Von 2005 bis 2020 gingen allein in Brandenburg weitere 4475 Kilometer Alleen durch Abholzung verloren. Wegen der Verkehrssicherheit wurden in Deutschland Richtlinien erlassen, welche den Erhalt und die Neupflanzung von Alleebäumen erschweren. Bei Nachpflanzung von Bäumen in bestehenden Alleen muss ein Baum 4,50 Meter von der Fahrbahn stehen und bei Neuanlage von Alleen sogar 7,50 Meter. Diesen Aufwand scheuen die Behörden, so verschwanden allein in Sachsen 2017 und 2018 16.000 Bäume und nur 1.400 wurden nachgepflanzt.